# Fabulettes (1962)
Albums de Anne Sylvestre
Fabulettes (1969)
Fabulettes est un super 45 tours d'Anne Sylvestre, il est sorti sous le label Philips en 1962,. 

## Historique
C'est le premier enregistrement de fabulettes. 

« J'ai inventé Les Fabulettes à la naissance de ma première fille, quand je la promenais dans son landau. Ma maison de disques, Philips, n'y croyait pas du tout, mais les instituteurs se sont arraché les disques à la fin des années 1960. J'ai donc mené deux carrières séparées, précisant même dans mes contrats que je ne chanterais jamais Les Fabulettes sur scène. Ces fables ont été écrites dans le même esprit que mes autres chansons: valeurs morales, tolérance, écologie... »

Il ressort en 1964, avec un livret illustré par Sylvie Selig.
Toutes ces fabulettes de 1962 reparaissent en 1987 dans le 33 tours "Mercredisque géant 6" intitulé Les Premières Fabulettes, avec quatre des titres des Fabulettes de 1969 et des titres inédits : À sept ans, Balle qui détales, Histoire de vélo et La Chanson de Marine. L'album Les Premières Fabulettes ressort chez EPM Musique comme septième numéro de la collection des Fabulettes.

## Titres
Toutes les chansons sont écrites et composées par Anne Sylvestre.
| No | Titre                            | Durée |
| -- | -------------------------------- | ----- |
| 1. | Hérisson                         |       |
| 2. | Veux-tu monter dans mon bateau ? |       |
| 3. | Muse-musaraigne                  |       |
| 4. | Berceuse pour une pomme          |       |
| 5. | Mouchelette                      |       |
| 6. | Chanson pour sauter à la corde   |       |

## Musiciens
- Barthélémy Rosso et son ensemble.

## Production
- Production : Philips
- La pochette est illustrée par Jacques Yonnet.